# 颶風戰鬥機
颶風戰鬥機是英國於30年代設計的戰鬥機，在不列顛空戰期間皇家空軍取得的戰果大都由颶風戰鬥機擊落，是英國成功渡過不列顛空戰的最大功臣。到1944年末共生產14,000架颶風戰鬥機和海颶風戰鬥機（Sea Hurricane），並在第二次世界大戰各個主要戰場服役。

## 設計與研發

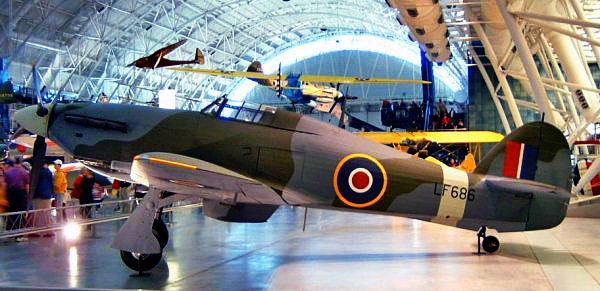
國立航空航天博物館內的颶風戰鬥機

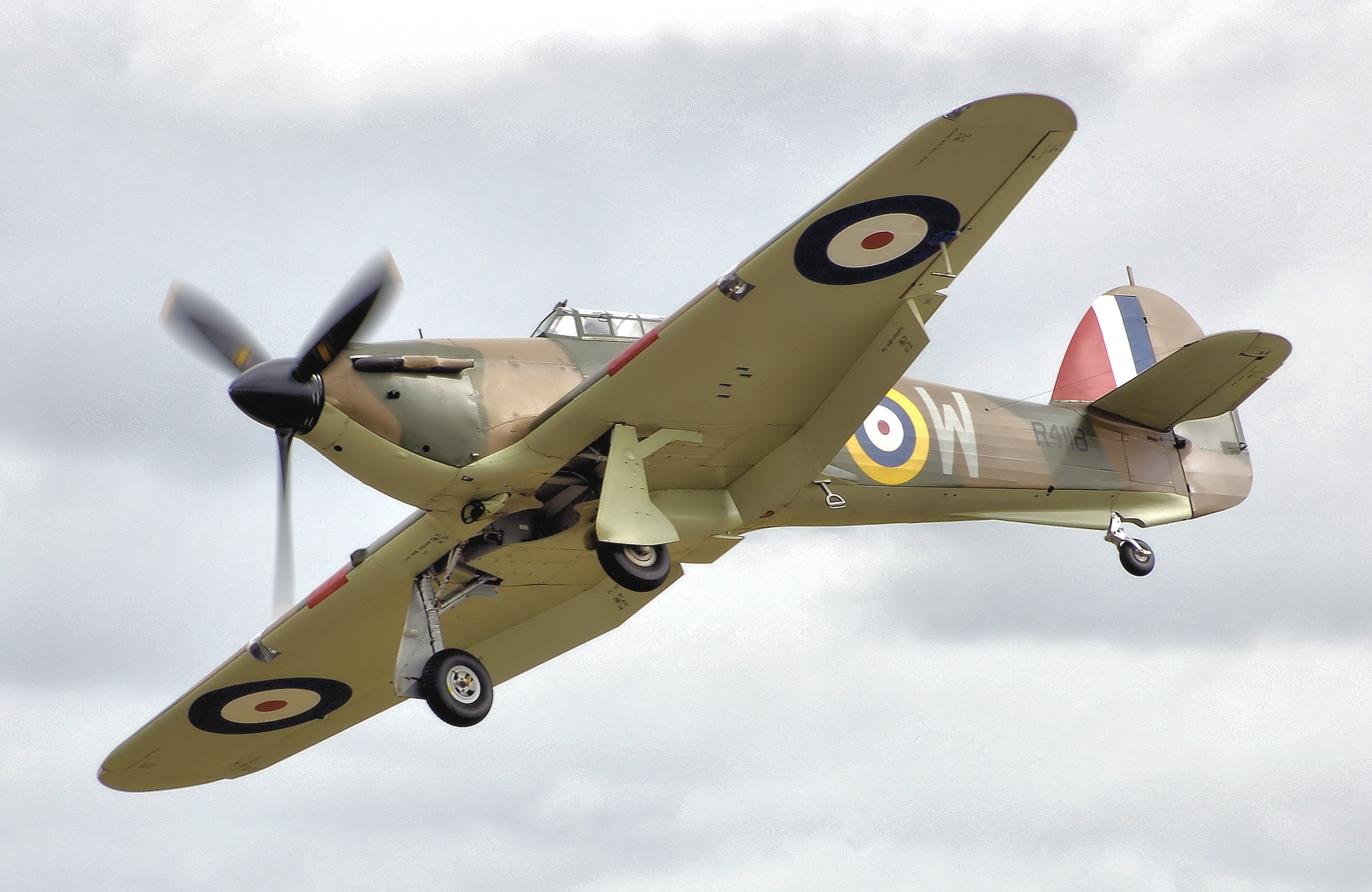
曾參加不列顛空戰的颶風戰鬥機

颶風戰鬥機由霍克飛機公司（Hawker Siddeley）根據英國航空部規格F.36/34（F.5/34修訂）而設計，規格要求生產一種配備勞斯萊斯PV-12發動機的戰鬥機，PV-12發動機就是後來聞名世界的梅林引擎。設計於1934年初展開，由西德尼坎姆（Sidney Camm）設計。
某程度來說，颶風戰鬥機的設計在推出時已經顯得有點不合時宜。它使用了霍克飛機公司建造雙翼機的技術，以傳統機械方式接合和固定而非焊接。機身結構以由鋼管組成的沃倫式桁架構成，裝上機肋和縱樑後覆上布製蒙皮。初期機翼以兩組鋼製翼樑構成結構，再覆上布製蒙皮。到1939年4月由一種硬鋁（duraluminium）製造的全金屬與應力蒙皮結構的機翼取代，其後出廠的颶風戰鬥機均使用這種機翼。同期推出的噴火戰鬥機使用金屬應力蒙皮，雖然強度較高和較輕，但抗打擊力卻較差。
坎姆把設計交到航空部時被以太過保守為由否決。霍克飛機公司孤注一擲，獨力支持將坎姆的設計付諸實行。以經濟角度考量，颶風戰鬥機必須盡量以霍克公司現有的機具與技術生產（颶風實際上就是怒火戰鬥機的單翼版)。但使用舊技術卻是颶風戰鬥機成功的關鍵因素，機身的金屬結構和布製蒙皮非常耐用，而且比起噴火戰鬥機的應力蒙皮，颶風戰鬥機的布製蒙皮對高爆彈有更高的抵抗力，簡單的設計亦令維修變得更容易。
颶風戰鬥機於1936年開始量產，其簡單的結構令生產十分容易，而同期推出又較先進的噴火戰鬥機則因為結構複雜設計新穎而令生產速度大大減慢。獲配備颶風戰鬥機的飛行中隊同樣受惠，這些飛行中隊早就熟悉像颶風戰鬥機這類老結構飛機的維修方法。維修簡便、配置寬闊的起落架和良好的飛行特性令颶風戰鬥機退居二線後仍然在一些環境惡劣，要求可靠多於性能的戰場執行任務。

## 生產
1936年6月，颶風戰鬥機開始量產，英國空軍部第一筆簽下600架的訂單，首批量產的颶風Mk I在1937年10月12日撥交部隊。和噴火式相比，製造颶風的人力工時較為節省，英國統計製造一架颶風需要10,300工時，噴火則是15,200工時，且1936年時的噴火尚有待解決的技術問題。對當時迫切需要新型戰機的英國皇家空軍而言颶風的性能不夠好已經是次要問題；且颶風的機體結構及材質有許多承襲當時現役的戰鬥機，後勤人員可以快速銜接，且在英國本土的戰鬥機中隊甚至可以在中隊自備的修理廠對飛機進行維護與改造。
大部份都由霍克飛機公司在英國的工廠製造，但是位於加拿大安大略省威廉堡的加拿大汽車與鑄造公司也參與量產，這個海外生產計畫是由英國皇家空軍許可，但並非英國政府的規劃。在慕尼黑會議後，英國有識之士已經意識到戰爭一觸即發，霍克公司將生產所需的型架、實體樣品、以微縮膠卷儲存的設計圖運往加拿大設廠，英國皇家空軍也援助了一個中隊20架的颶風派遣到加拿大強化空防，並將其中2架借給加拿大公司做為參考用。在加拿大的颶風從1940年2月開始量產，部分輸入英國參加英倫三島空戰。
就現在統計，颶風和海颶風戰鬥機共生產大概14,487架；9,986架由霍克飛機製造（布魯克蘭工廠在1937年12月至1942年10月生產、蘭利工廠從1939年10月至1944年7月生產），霍克的姐妹公司格洛斯特飛機公司代工了2,750架，奧斯汀汽車公司（Austin Motor Company）代工了300架。加拿大則生產了1,451架，即Mk X。
除了英國，南斯拉夫也被授權生產100架颶風戰機，由龍飛機公司與羅戈扎斯基飛機公司組裝，但南斯拉夫在1941年意識到可能無法獲得梅林引擎後，向德國採購DB 601發動機改裝在該國生產的颶風戰機上，這種英德混血颶風在1941年開始使用。還有比利時在1938年訂購80架颶風，由Avions Fairey公司生產，武器則換用4挺使用13.2公厘子彈的白朗寧機槍。

## 型號

### 颶風Mk I

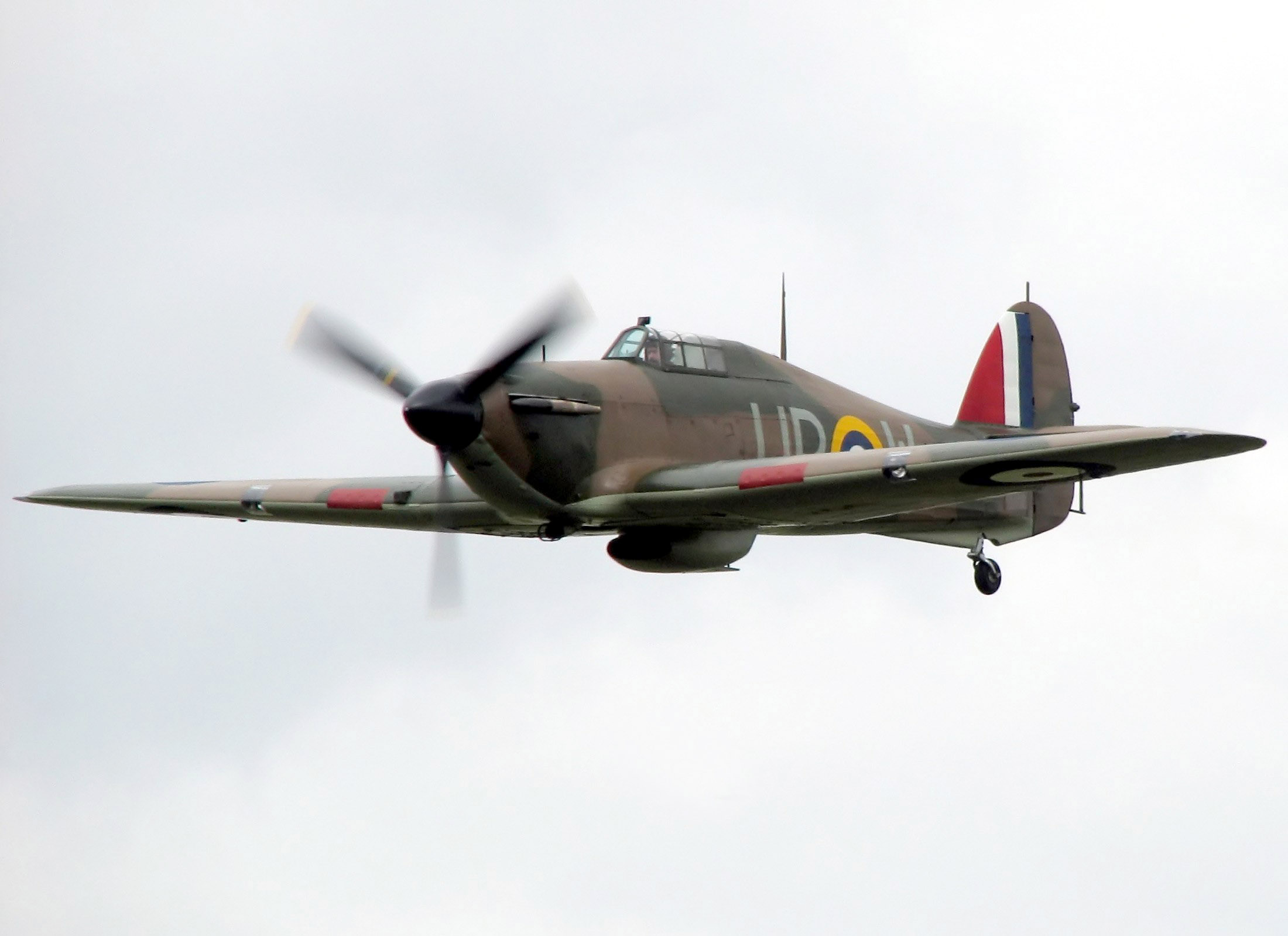
颶風Mk1（R4118），是唯一一架到現在還能飛行，又參與過不列顛空戰的颶風戰鬥機

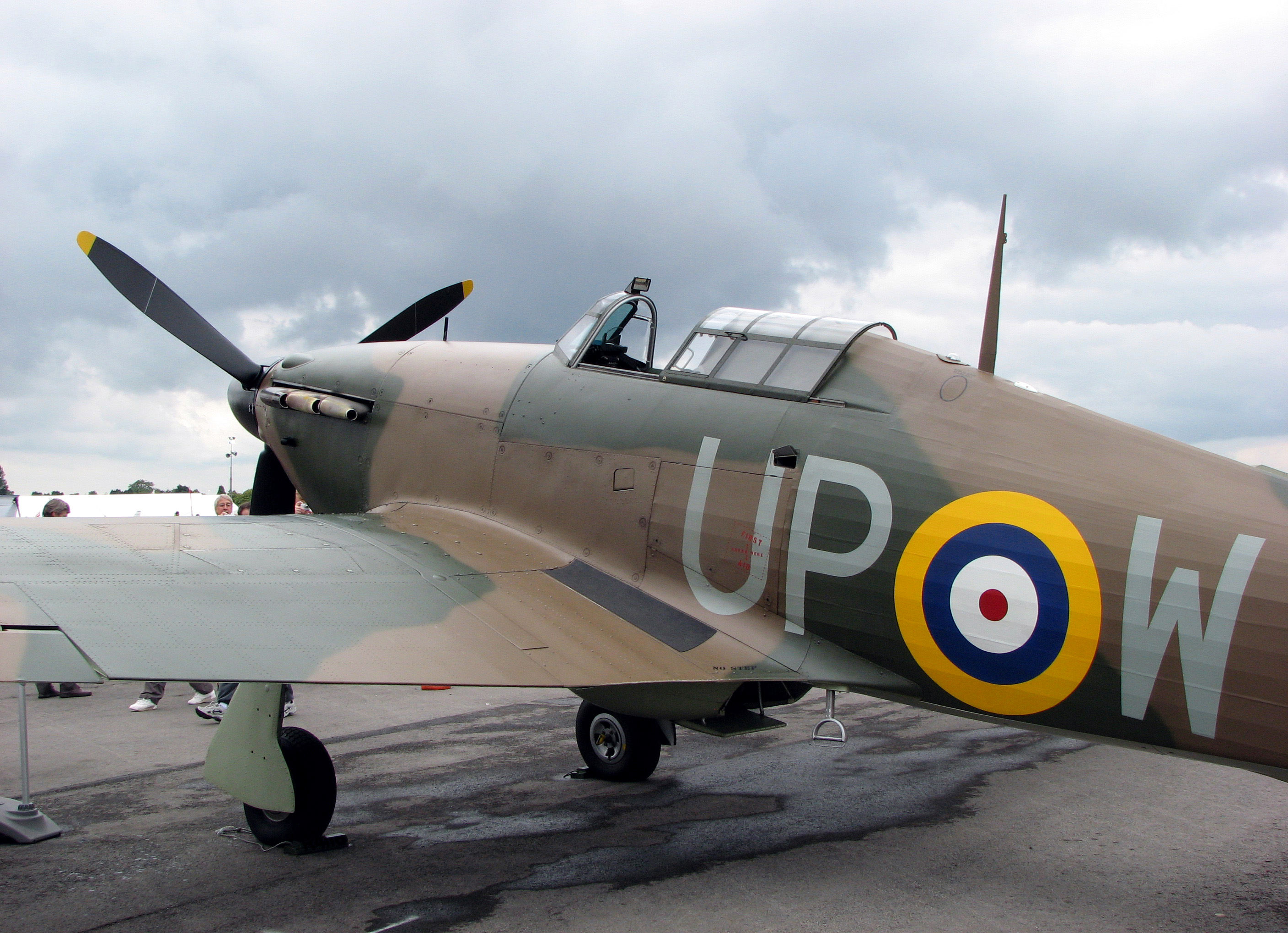
颶風Mk1 (R4118)

如預期一樣，第1架颶風Mk I很快就完成，1937年10月開始付運。這款早期型號非常簡單，使用覆有布製蒙皮的機翼，木製雙葉定距螺旋槳，裝甲不足又沒有自封油箱。以勞斯萊斯梅林引擎Mk II或Mk III驅動，產生1,030匹馬力，並配備8挺使用7.7毫米口徑（.303英吋）子彈的M1919機槍。
8挺機槍聽起來好像火力很強，但事實上這種小口徑機槍只能擊落一些第一次世界大戰的木製飛機。不列顛空戰期間常常出現德軍飛機被大量7.7毫米口徑子彈擊中後仍能安全飛返基地的情況，使用彈量較少但口徑較大的機槍能更有效擊落敵機，Mk I後的型號均改善了火力不足的問題。
1939年，Mk I改用全金屬機翼和德哈維蘭（de Havilland）或羅托（Rotol）恆速金屬螺旋槳，又加裝了裝甲和增加發動機推力的噴射式排氣道。皇家空軍共訂購500架Mk I後期型，成為法國戰役和不列顛空戰時的主力機種。首位皇家空軍的王牌飛行員第73中隊的科柏·凱恩就是使用這種MK I後期型。 
雖然倚賴一些舊科技，但颶風證明能與德國空軍的Bf 109匹敵。參與不列顛空戰時於第85飛行中隊服役的英國王牌彼德·唐森（Peter Townsend）著作Duel of Eagles中指出，颶風戰鬥機超凡的迴轉性能能夠抵銷BF 109在速度上的優勢。另一個因素就是驅動颶風戰鬥機的梅林發動機，尤其當加裝了限流器改善負G動作會出現截油的問題後，梅林的低空性能較驅動Bf 109的DB 601好。但於15,000英尺以上時，DB601A-1則較梅林III和XII佳。

### 颶風Mk II

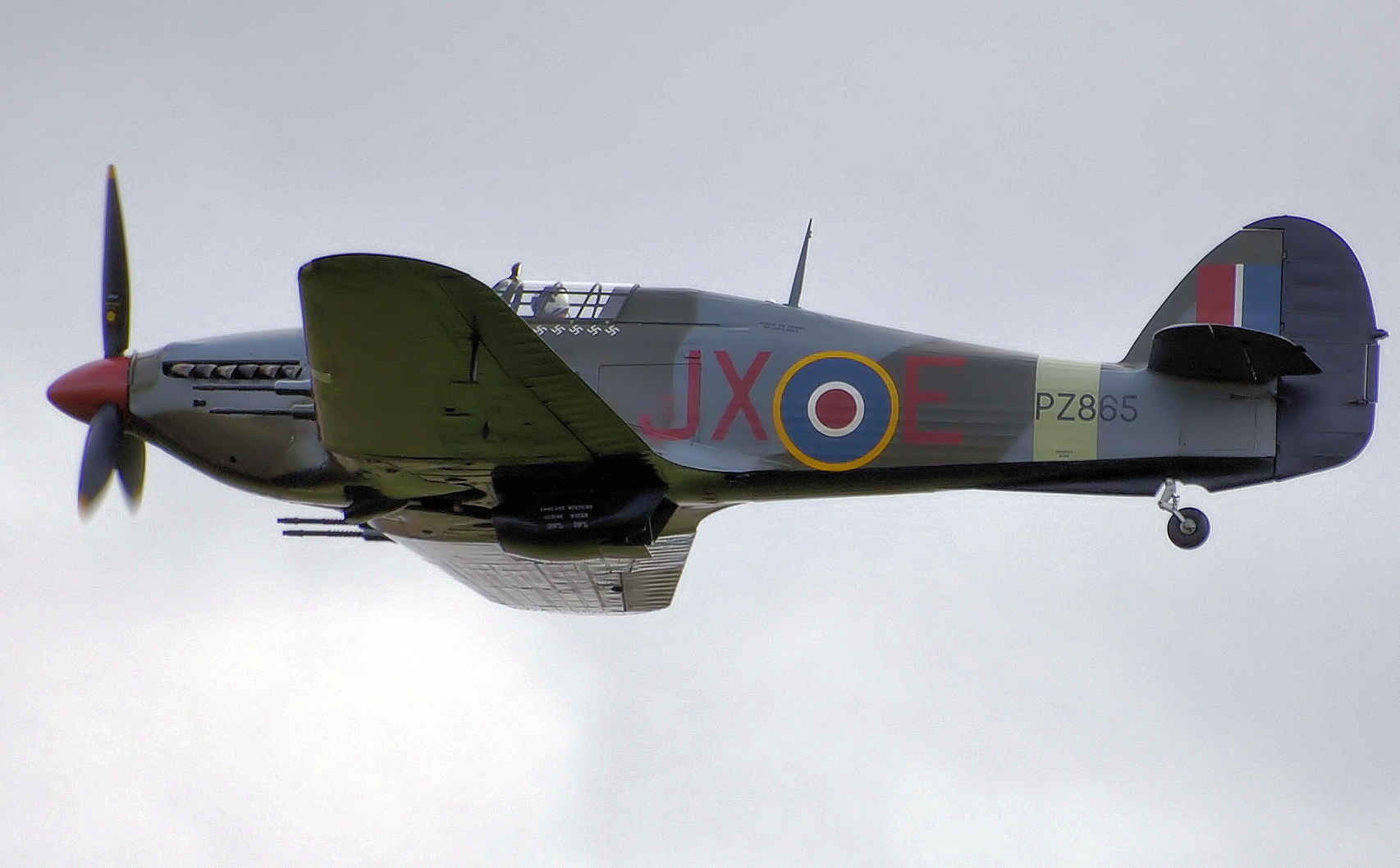
颶風MK IIC（PZ865），清楚看見左右機翼各有兩門機炮

梅林發動機改良版本XX（MK 20）於1940年推出，新的雙速增壓器可以讓飛行員根據高度（氣壓）改變葉輪（impeller）速度。於18,000尺或以上，飛行員可以轉到高速傳動（"FS ratio"—完全增壓（Full Supercharge）)以增加壓縮，低於18,000尺時，則轉到低速傳動（"MS ratio"—普通增壓（Moderate Supercharge）)，這樣會減少引擎功率的消耗。結果於不同高度都能夠提供更大的動力，發動機的性能得到顯著的提升，最大輸出1,280匹馬力。
1940年6月11日，第一架配備灰背隼XX的颶風Mk I首飛。1940年9月，不列顛空戰最激烈的時候，颶風Mk IIA1亦開始交付各飛行中隊。
霍克飛機公司對改裝戰鬥機武裝有充足經驗。首個試驗將2門歐瑞康（Oerlikon Contraves）20毫米防空炮以吊艙安裝於颶風機翼下，但攜彈量少，彈鼓供彈的設計又常常出現卡彈的情形。最後以4門西斯潘諾Mk II 20公厘機砲安裝於機翼內。
灰背隼XX性能之佳，讓老舊的颶風仍能繼續生產，霍克飛機公司不久後推出颶風Mk IIA2，一種配備12門白朗寧機槍，一種配備4門西斯潘諾機砲。首架MKII A2於10月交付，使用了較大的螺旋槳。

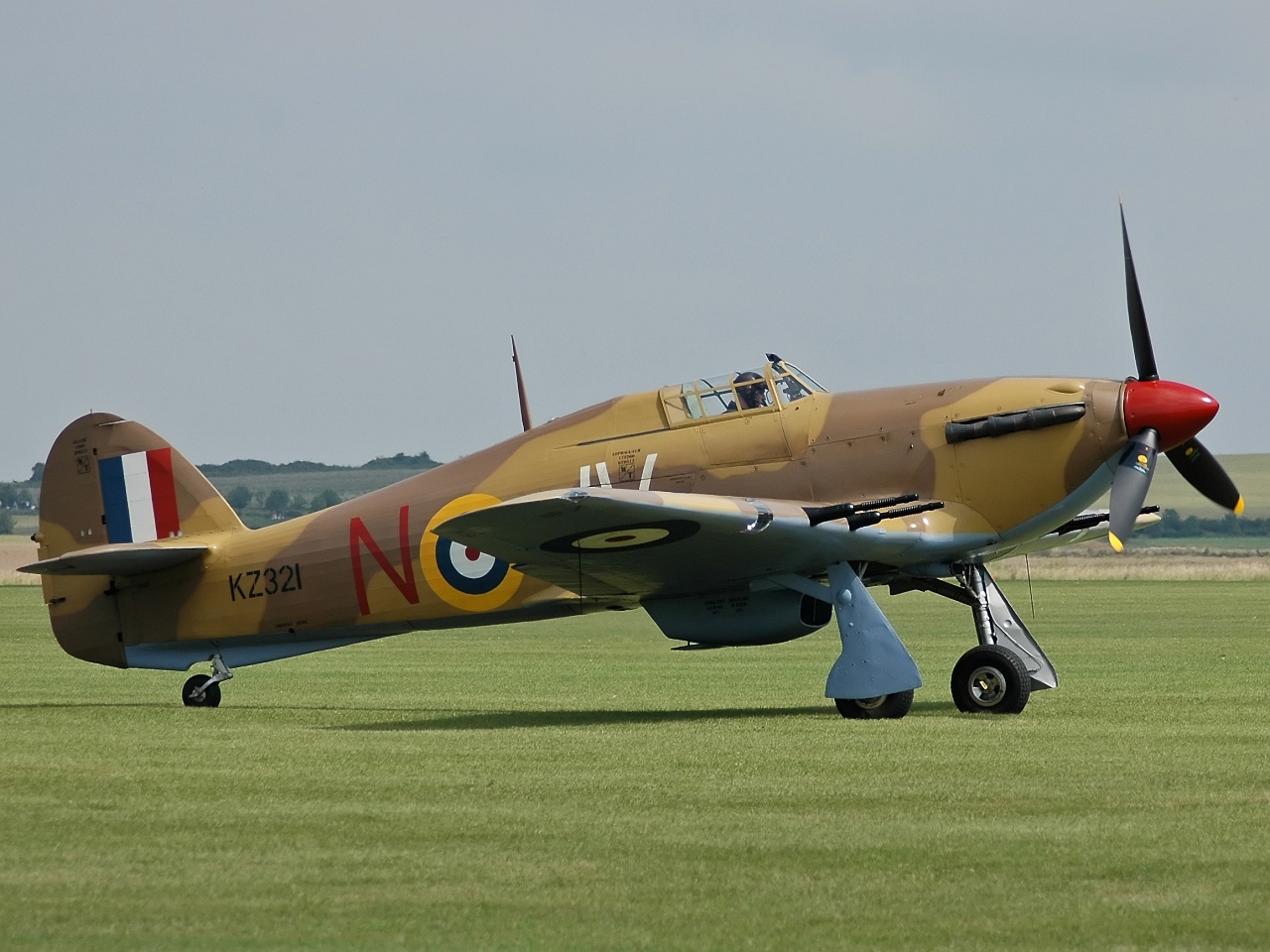
颶風IV (KZ321)

其後訂名為MK IIB和MK IIC，分別於1941年4月和6月推出，都使用了經輕微修改的機翼。新機翼加裝了炸彈掛架，可掛250公斤、500公斤炸彈或附加油箱。此時德國的新式戰鬥機性能上已超越颶風，因此颶風的角色就轉為戰鬥轟炸機和夜間戰鬥機。
Mk II也用於地面支援，但很快就發現20毫米機砲的能力並不足以摧毀德國坦克，用炸彈攻擊更是不可能。霍克於每邊機翼下加裝1門40毫米機砲，機翼內的武裝則減至每邊一門白朗寧機槍，問題迎刃而解。這些改裝了的颶風被起了一個綽號—飛行開罐器（Flying Can Openers）。
首架改裝了的MK IIB於1941年9月18日首飛。其後新建配備這種武裝的颶風被訂名為MK IID，於1942年開始交付，並於駕駛艙、散熱器和發動機加裝裝甲。MK IID最初配備勞斯萊斯製的機砲，攜彈12發；但很快便轉用維克斯S機砲，攜彈15發。MK IID於北非戰場執行反坦克任務，在沒有防空炮火和敵方戰鬥機干擾下，颶風MK IID均能精確有效地打擊裝甲車輛和其他地面車輛。
另一種使用改裝機翼的型號為MK IIE，在首250架交付後型號變更為MK IV。
T Mk IIC是一種以MK IIC為藍本的雙座教練機。只為伊朗空軍建造過2架。

### 颶風Mk III
Mk III是使用帕卡克（Packard製梅林發動機的MK II，以騰出英國製的梅林發動機供其他機種使用。但其後英國製的梅林發動機產量增加，計劃因此被放棄。

### 颶風Mk IV

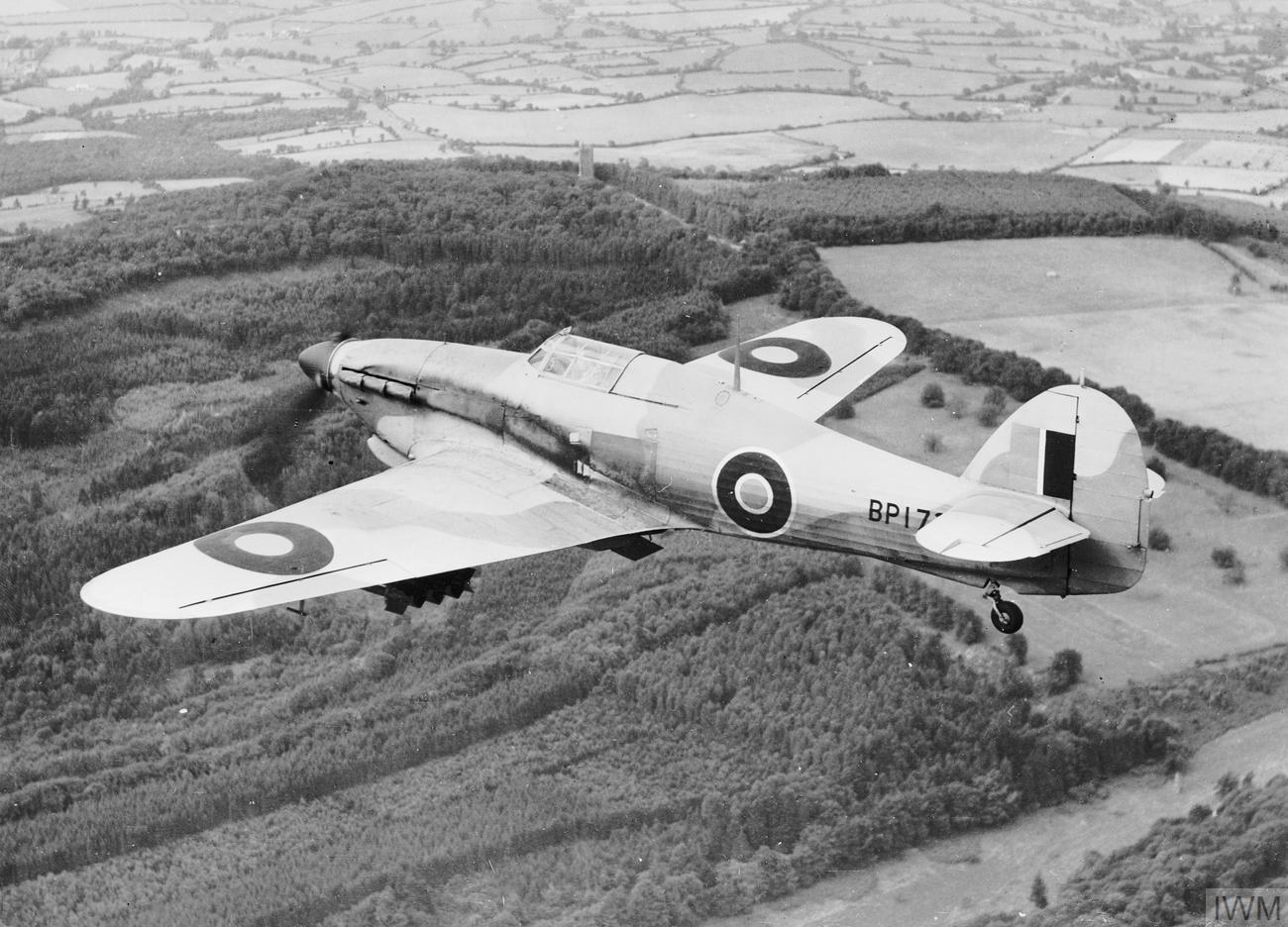
颶風Mk IV，攜有RP-3火箭彈。

颶風最後一個重大改動就是使機翼更為「合理」(rationalize)，裝置一個能掛載2枚炸彈的掛架，2門40毫米維克斯航炮或8枚RP-3火箭彈。也改用了最新的灰背隼24或27發動機，輸出1,620匹馬力，並裝有沙塵過濾器。
Mk IV於1944年早期被颱風戰鬥轟炸機取代前於歐洲戰場執行地面攻擊任務。法國王牌皮埃爾·克洛斯特曼（Pierre Clostermann）於其著作The Big Show中憶述攜帶有RP-3火箭彈的颶風航速會因為火箭彈的阻力而限制於每小時330公里，致命的德軍地面炮火很容易就擊落攜有火箭彈的颶風。克洛斯特曼也敘述了一次火箭彈攻擊任務，第184飛行中隊4架颶風Mk IV於1943年12月20日負責攻擊法國海岸一個V-1發射場，但有3架颶風在展開攻擊前已經被擊落。

### 颶風Mk V
有2架颶風Mk IV被改裝為颶風Mk V，使用4葉螺旋槳和灰背隼32發動機。當時地面攻擊任務已經改由颱風執行，颶風亦不再生產，只有少量MK V交付到空軍。
此時，於英國的颶風已經退居二線。但其他海外地方仍視颶風為一線戰鬥機，於中東和遠東地區均有突出表現。1941年至1942年初防衛馬耳他的戰役，颶風亦作了非常重大的貢獻。

### 加拿大颶風，Mk X至Mk XV
部份颶風由加拿大汽車及鑄造公司生產。
- 颶風Mk X: 單座戰鬥機/戰鬥轟炸機，1具帕卡德梅林28發動機提供1,300匹馬力。配備8門0.303英吋（7.7毫米）口徑機槍，共生產490架。
- 颶風Mk XI: 共生產150架。
- 颶風Mk XII: 單座戰鬥機/戰鬥轟炸機，1具帕卡德梅林29發動機提供1,300匹馬力。配備12門0.303英吋（7.7毫米）口徑機槍，其後改為4門20毫米航砲。
- 颶風Mk XIIA:  單座戰鬥機/戰鬥轟炸機，1具帕卡德梅林29發動機提供1,300匹馬力。配備8門0.303英吋（7.7毫米）口徑機槍。
- 海颶風Mk XIIA:  與颶風Mk XIIA相同。

## 海颶風戰鬥機

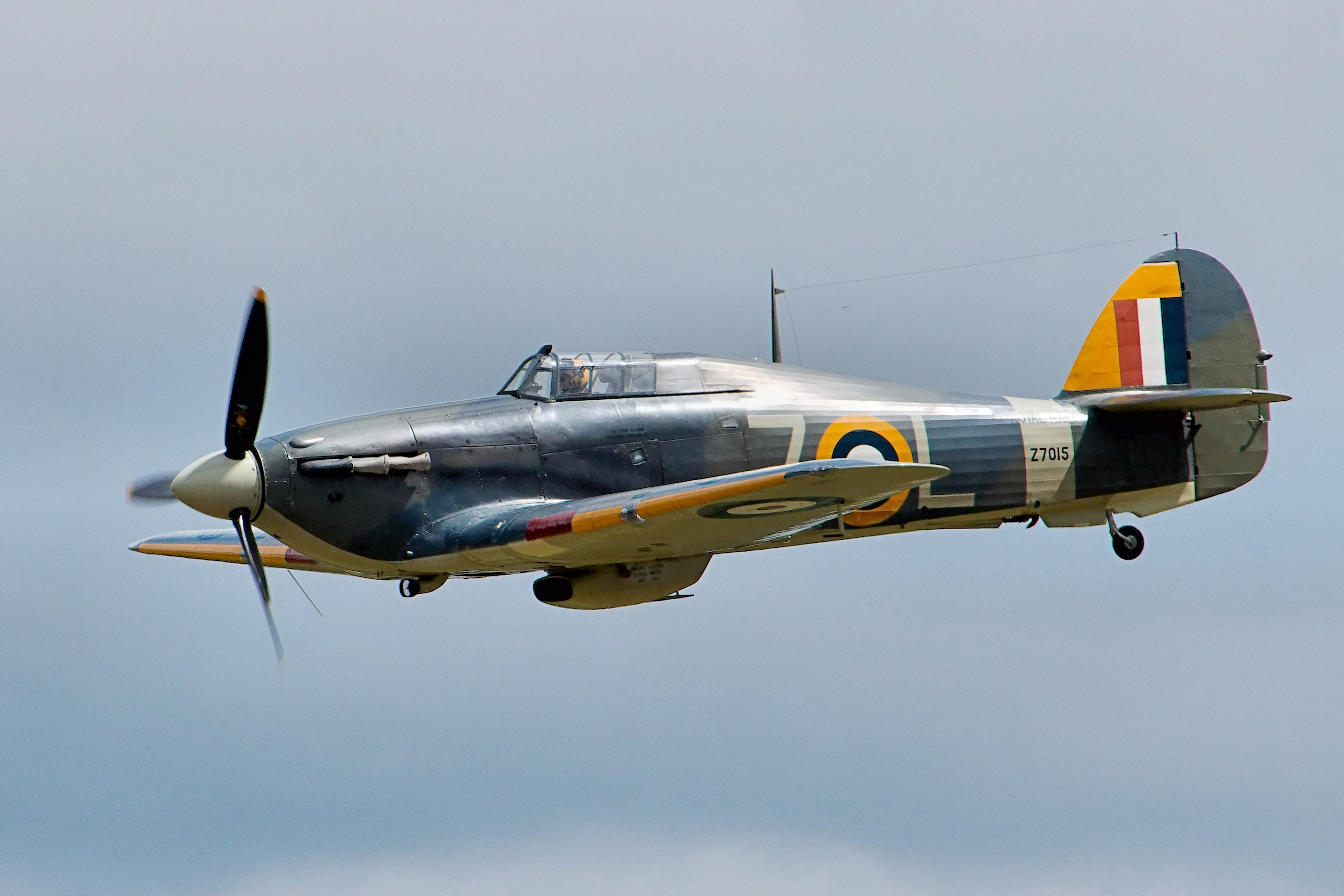
海颶風戰鬥機

海颶風戰鬥機是颶風戰鬥機的艦載機型號，這是英國皇家海軍為了應付在大西洋海戰當中神出鬼沒的德國U艇和Fw 200轟炸機，1941年把英國皇家空軍的二手颶風戰鬥機改裝成艦載機，用於護航航空母艦，其機翼不能摺起。

### 海颶風Mk IA

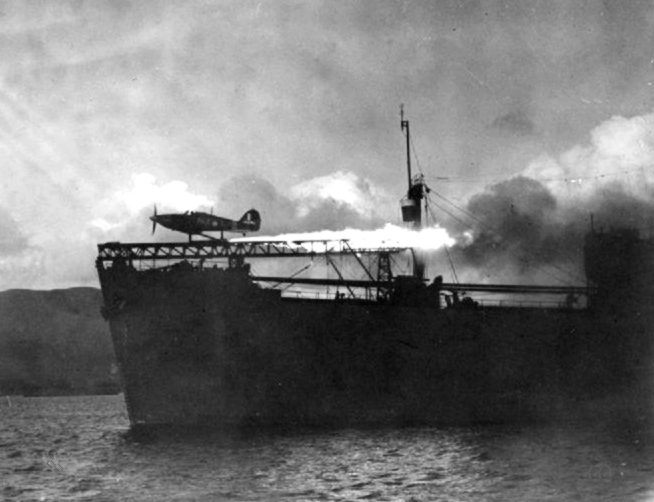
一架海颶風Mk IA戰鬥機正在被彈射起飛

由颶風Mk I改裝而成，用於一些裝有彈射器的商船（Catapult Armed Merchantman, CAM）上，自商船的彈射器出擊並為商船群提供空中防御。如果未能飛抵陸地，飛行員就要跳傘逃生，並由商船救起。
海颶風Mk IA都是由一些前線部隊退役的颶風Mk I改裝而成，這些颶風Mk I都曾損壞過，結構上都不太堅固。曾經有一架海颶風Mk IA因抵受不住彈射器的衝力而裂成碎片。
由50架颶風Mk 1改裝成。

### 海颶風Mk IB

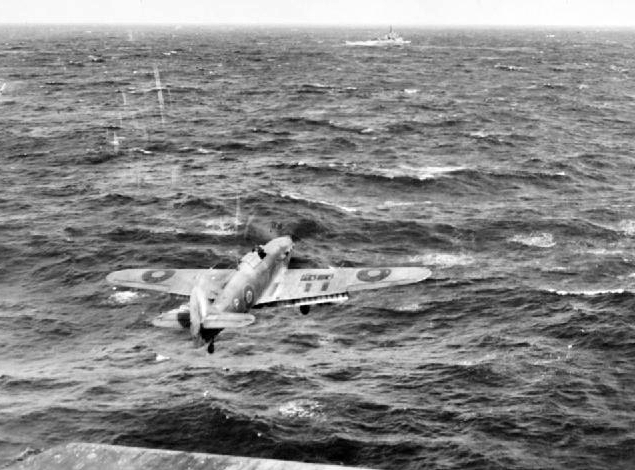
一架由維特斯號護航航空母艦上起飛的海颶風式戰鬥機

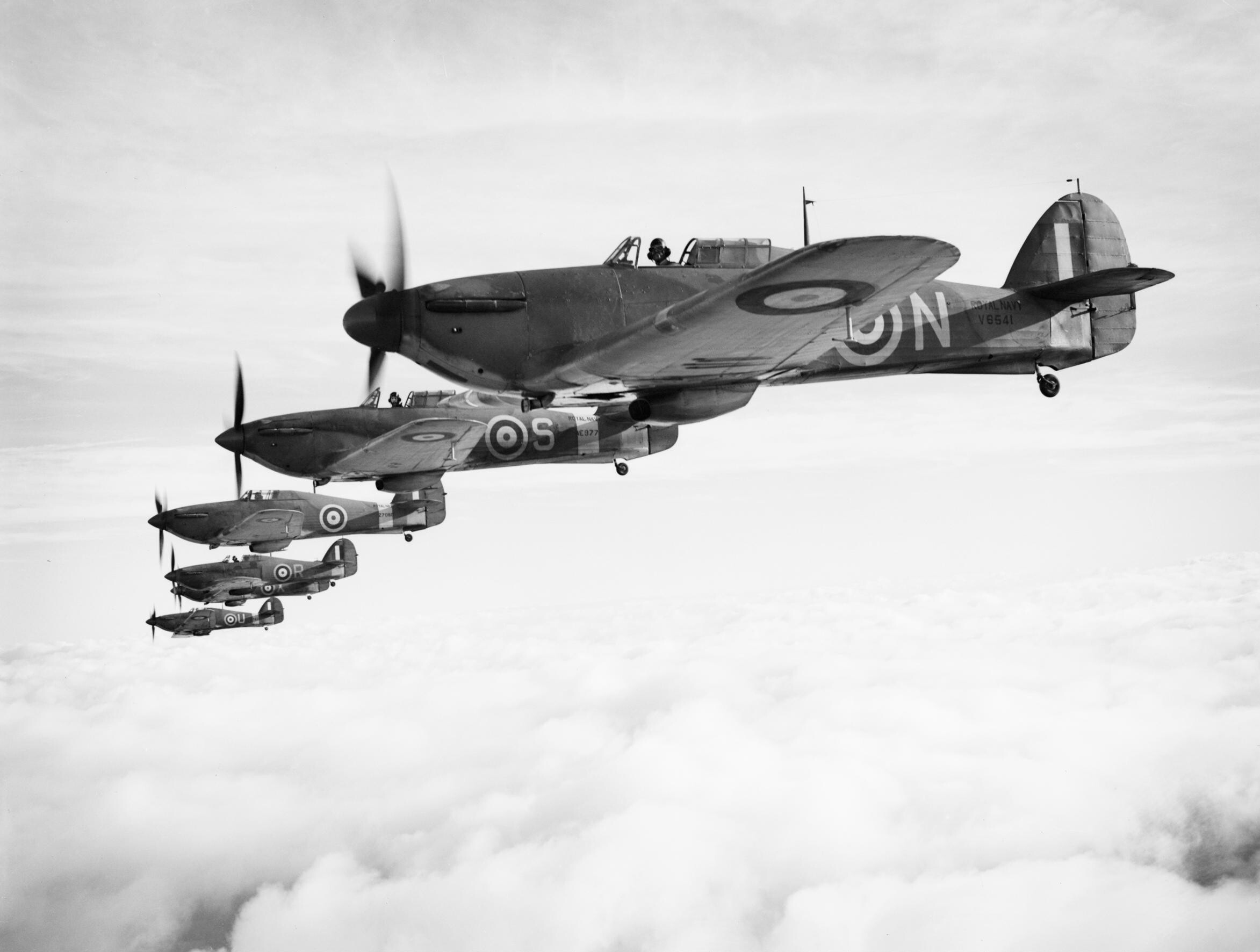
海颶風Mk IB編隊，攝於1941年12月

裝有彈射器線軸和著陸勾。由1941年10月起，用於商船改裝的航艦。
由340架颶風Mk IIA改裝成。

### 海颶風Mk IC
自1942年2月起把MK I改裝，加裝彈射器線軸、著陸勾和颶風Mk IIC的機翼。
由400架颶風Mk IIC和MK IIB改裝成。

### 海颶風Mk IIC
用於航空母艦，裝有海軍無線電設備。
由400架颶風Mk IIC改裝成。

## 規格（颶風IIC）
基本信息
- 机组：1名

性能
武器

- 機槍：

Hawker Hurricane

  - IIA: 8挺0.303寸（7.7毫米）口徑白朗寧機槍
  - IIB: 12挺0.303寸（7.7毫米）口徑白朗寧機槍
  - IIC: 4門20毫米口徑西斯潘諾Mk II機炮
  - IID: 2門40毫米口徑維克斯S型航炮，2挺0.303寸（7.7毫米）口徑白朗寧機槍
- 炸彈（IIC及IID）:
  - 2× 250磅炸彈或
  - 2× 500磅炸彈

## 實戰

### 西歐戰場
1940年不列顛空戰期間，皇家空軍取得的大部分由颶風戰鬥機締造，被擊落的2,739架敵機中，有1,593架是由颶風式擊落。在戰役的前半期，噴火式的數量不多，大部分中隊仍是用颶風應戰，颶風的性能確實不如德軍的Bf 109戰鬥機，所以皇家空軍便把數量有限的噴火式集中對付Bf 109，颶風則負責對付速度較慢，如He 111轟炸機等德軍轟炸機。由於為德軍轟炸機隊護航的Bf 109續航力不足，不能全程為轟炸機護航，只要有噴火式纏著Bf 109，颶風便不用擔心德軍的護航戰鬥機的威脅，雖然德軍尚有航程較長的Bf 110戰鬥機為轟炸機護航，不過Bf 110戰鬥機的機動性不佳，颶風足以應付，而且參與攔截的颶風的數量夠多，就能有效打擊來襲的德軍轟炸機隊。德軍有很多轟炸機是由颶風所擊落，不過因為很多實際上被颶風擊落的德軍飛行員都聲稱是被噴火擊落，所以風頭被噴火搶去。到1940年末不列顛空戰結束時，噴火的生產速度已經趕上颶風，大部份飛行中隊都已經能夠配備噴火戰鬥機。

### 東線蘇聯
1941年6月22日，隨著納粹德軍發動對蘇聯的巴巴羅薩作戰，德蘇戰爭爆發，英國隨即援助蘇聯，其中組建了配備颶風戰鬥機的第151戰鬥機聯隊（下轄第81中隊和第134中隊），他們分成兩批，第一批39架颶風戰鬥機在1941年8月12日坐船前往蘇聯北方港口摩爾曼斯克的華因加機場，第二批24架颶風戰鬥機在同年9月7日從百眼巨人號航空母艦上起飛，直接飛向該機場，除此之外，還有15架散裝的颶風戰鬥機也在不久後組裝完成並運到這個機場。
9月11日，這兩個中隊各派出8架颶風戰鬥機對摩爾曼斯克港四周作空中巡邏但無遇到敵機，第二日也就是9月12日，一架從挪威飛來的德國空軍第5航空隊的Bf 110戰鬥機和兩架第81中隊的颶風戰鬥機遇上，德軍Bf 110戰鬥機成功逃離，當日下午，德國空軍JG77聯隊的5架Bf 109戰鬥機為一架做偵察的Hs 126攻擊機護航，第81中隊的5架颶風戰鬥機與之打空戰，兩架Bf 109戰鬥機被擊落而英軍也失去了一架颶風戰鬥機，飛行員陣亡。
9月17日黃昏，8架颶風戰鬥機和一隊蘇聯轟炸機在摩爾曼斯克西北上空遇上兩架德軍Bf 109戰鬥機，一場空戰後，這兩架德機都被擊落而其中一名飛行員被蘇軍活捉成為俘擄，之後是連場大雨直至9月26日又發生一場小規模空戰，第二日也就是9月27日，12架颶風戰鬥機為12架蘇聯轟炸機護航，突然又有4架德機向他們俯衝開火。
之後天氣一直變壞，英軍颶風戰鬥機要起飛就越來越困難，10月6日，一隊德軍Ju 88轟炸機偷襲華因加機場，英軍颶風戰鬥機緊急起飛，一場空戰後，英軍颶風戰鬥機擊落3架和擊傷5架德機，華因加機場也被炸成許多小坑洞，這是英軍颶風戰鬥機在蘇聯的最後一戰，之後，英國人把其餘完好的36架颶風戰鬥機移交給蘇聯空軍。

### 東亞和印度洋戰場

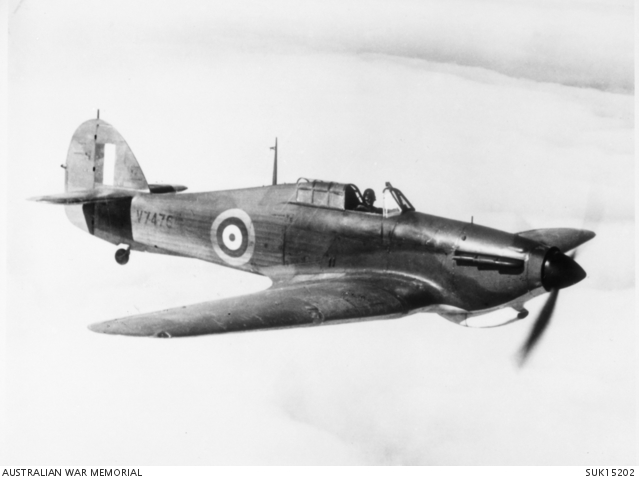
圖為其中一架曾參與新加坡上空英日空戰的英軍颶風戰鬥機

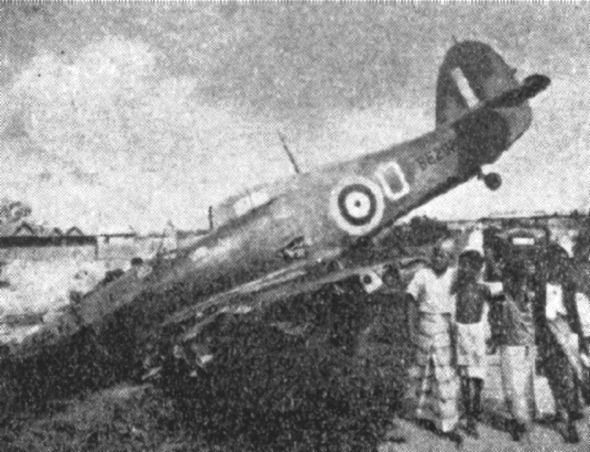
在新加坡戰役當中被日軍擊落的颶風式

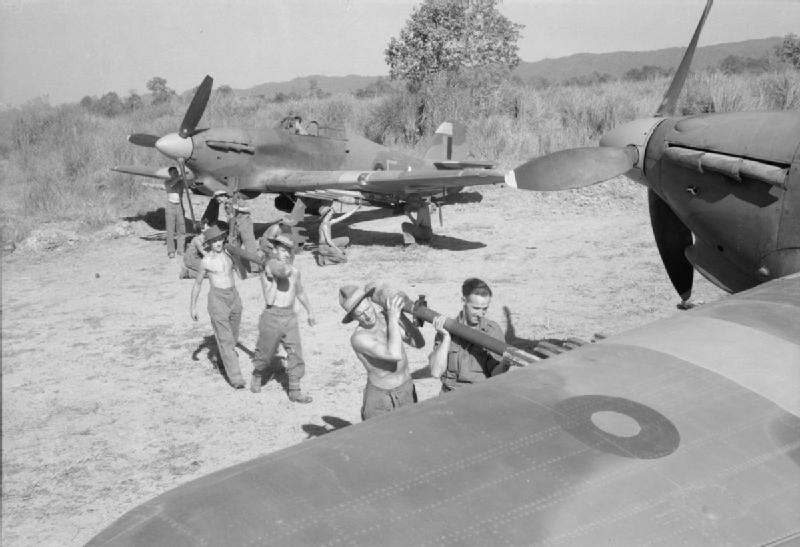
1943年後，英軍颶風在中緬印戰區主要作為對地攻擊機

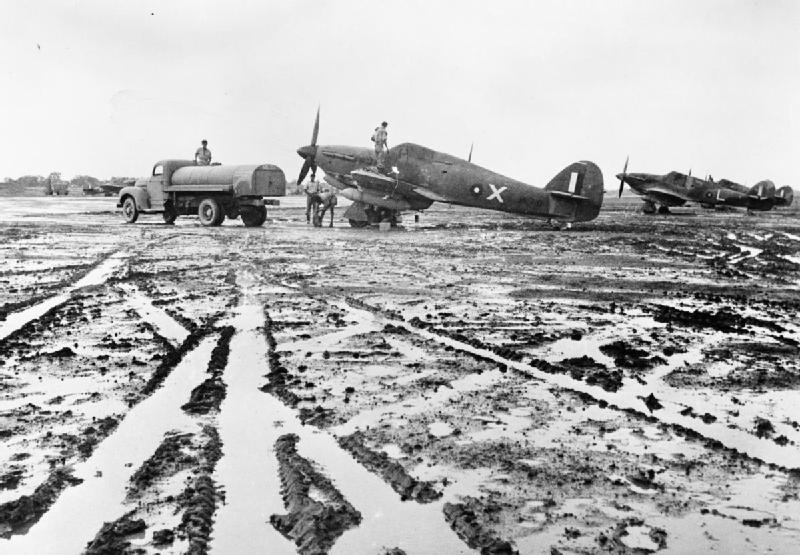
二戰末期，在中緬印戰區一處機場上的颶風戰鬥機

由英聯邦和荷蘭飛行員駕駛的颶風戰鬥機在第二次世界大戰的太平洋戰區曾在新加坡、印尼、斯里蘭卡和緬甸跟日軍一式戰隼以及零式戰鬥機作戰，期間也曾短暫停留在中國雲南壘允機場。
當1941年12月7日珍珠港事件後，泰國迅速向日軍投降，日軍一式戰隼戰鬥機更從泰國機場起飛去為進攻馬來西亞和新加坡的日軍作空中支援，馬來亞戰役開打，而在空中也證明日軍一式戰隼比英軍的F2A戰鬥機優勝，英國人為此從伊拉克調派51架颶風IIB戰鬥機和24名飛行員到新加坡，他們在1942年1月13日到達並加入了原先在此駕駛水牛式的第232中隊和488中隊（紐西蘭空軍），空戰在1月22日開打，雖然英軍飛行員當中不乏曾參加不列顛空戰的老手但明顯的已經歷四年中日戰爭實戰的日軍飛行員更優勝，英軍颶風最終不敵日軍一式戰隼，在實戰當中，日軍飛行員以為颶風式是著名的噴火戰鬥機，同樣英軍飛行員也以為一式戰隼是著名的零式戰鬥機，因為一式戰其外型、重視格鬥的設計取向與三菱的零式戰機相近，1942年1月24日，日本海軍龍驤號航空母艦也來到並送來了真正的零式戰鬥機，颶風最終完全不敵，最後祇有8架颶風和英軍殘餘飛行員逃往荷屬印尼巨港，新加坡也隨即淪陷。
1942年1月27日至30日，又有48架颶風IIB戰鬥機由英國不屈號航空母艦運送到鄰近印尼巨港的兩處空軍基地，當中有24架被編入荷屬印尼空軍第4大隊並改為塗上倒橙色三角型標記，之後日軍攻打荷屬印尼，2月7日，日軍大舉空襲並炸毀了在地面上的30架颶風，2月13日，日軍傘兵在一式戰隼的空中支援下攻佔巴厘巴板油田並至少有兩架颶風被日本陸航第64戰隊隊長加藤建夫擊落，第二日（2月14日），英軍颶風擊沉6艘日軍貨船但也有7架颶風被擊落，2月18日，同盟國所有飛機和飛行員全部撤退至爪哇，而這時英軍颶風祇剩下18架可用，之後又有12架颶風被運去爪哇作增援，然而這都是螳臂擋車，印尼最終全都被日軍攻佔，祇有一架英軍颶風和一眾殘餘飛行員坐船逃往澳洲，颶風戰鬥機大多被毀於實戰而日軍也俘獲了兩架颶風。
日本海軍下個目標就是英屬斯里蘭卡（當時叫「錫蘭」）而發動了印度洋空襲，1942年4月5日，53架九七式艦上攻擊機和36架九九式艦上轟炸機在36架零式戰鬥機的護航之下從赤城號航空母艦和飛龍號航空母艦等日軍航母上起飛（當時日軍總共有5艘航空母艦：赤城號、飛龍號、蒼龍號、翔鶴號和瑞鶴號），空襲可倫坡港，日軍航母指揮官是南雲忠一，英軍派出35架颶風迎敵，一場空戰後，21架英軍颶風被日軍零戰擊落而也有18架日軍戰機被颶風擊落（零戰祇被擊落一架）另有5架日機被防空炮火擊落。
1942年4月9日，日本海軍又出動多達91架九七式艦上攻擊機在41架零式戰鬥機護航之下大舉空襲亭可马里，英軍祇能派出16架颶風迎敵，一場空戰後，8架英軍颶風被日軍零戰擊落而有3架被擊傷，日軍實際損失為3架零戰和2架九七式並有10架九七式被擊傷。
颶風式戰鬥機也曾用於中緬印戰區並和有「飛虎隊」之稱的中華民國空軍美籍志願大隊一起對抗日軍，後來緬甸淪陷時，還曾有8架颶風短暫降落於中緬邊境的雲南壘允機場，1943年後，英軍颶風在中緬印戰區主要作為對地攻擊機。

## 外國用戶
由於構造堅固，維修容易令颶風在二戰每個戰場都有很長的服役期，同盟國和軸心國都曾使用過颶風。一些國家更是在因緣際會的情形下開始使用，如中立國愛爾蘭。當局把那些迫降到愛爾蘭的颶風戰鬥機充公，然後供愛爾蘭航空兵（Irish Air Corps）使用。（愛爾蘭人會對經邊境「逃」回北愛爾蘭的飛行員「視若無睹」）
颶風亦加入了自由法國的空軍—Forces Aériennes Françaises Libresg (FAFL)，由1940年6月到1943年5月間於北非征戰。FAFL的颶風均於機身塗上洛林十字（Cross of Lorraine）而不是傳統的圓標（roundel）標誌以免與維希法國的空軍混淆。 
英聯邦國家中，包括新西蘭，皇家空軍內的皇家新西蘭空軍第486飛行中隊和第488飛行中隊（由新西蘭人組成，皇家新西蘭空軍訓練，但由皇家空軍指揮）都是使用颶風戰鬥機。皇家加拿大空軍亦有幾個中隊使用颶風，包括曾經參與不列顛空戰的皇家加拿大空軍第1飛行中隊。南非空軍的颶風則是沙漠空軍（Desert Air Force）組成的一部份。
比利時購買了20架颶風，並獲授權自行生產80架，但只完成了2架。大部份颶風都在德國入侵時損毀。南斯拉夫亦獲授權生產颶風，並接收英國24架樣板機。多種型號共2952架颶風被送到蘇聯服役。芬蘭空軍曾由蘇聯虜獲1架颶風MK IIC。
芬蘭於冬季戰爭末購入12架颶風MK I，運送中途損失了2架。其後英國對芬蘭宣戰，在零件不足的情況下颶風MK I並未有發揮太大作用。所有10架颶風共計擊落了5.5架敵機。
當時屬於荷蘭殖民地的印尼在新加坡淪陷後從英國人那裡得到24架颶風戰鬥機，但後來在空戰中被日軍戰鬥機擊落18架。
土耳其和羅馬尼亞於1939年購入颶風戰鬥機，其他重要使用者包括澳洲、希臘、埃及、印度、伊朗和葡萄牙。
德國空軍亦將一些擄獲的颶風作訓練和教學用途，日本則擄獲2架澳洲的颶風。

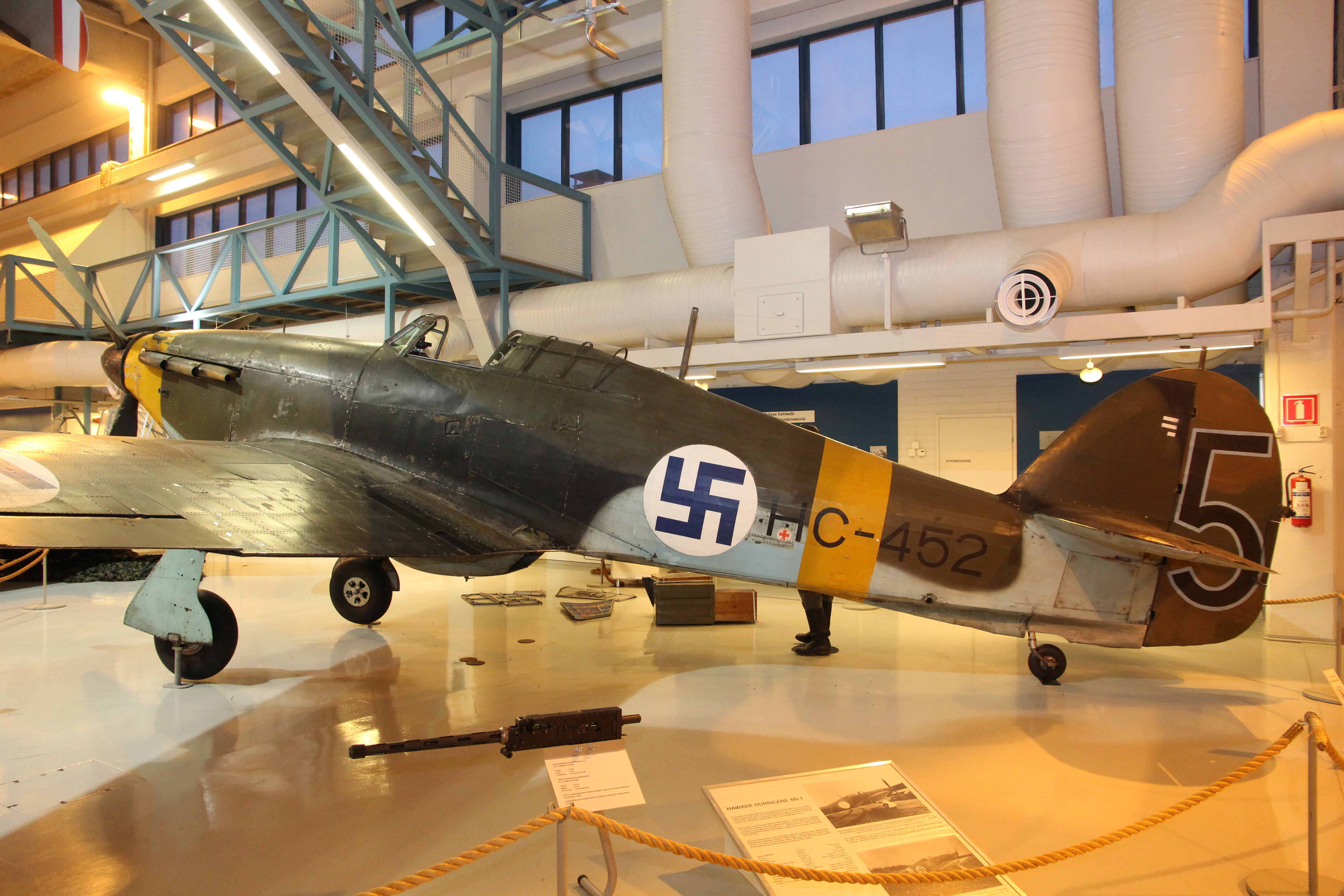
保存至今的芬蘭颶風戰鬥機
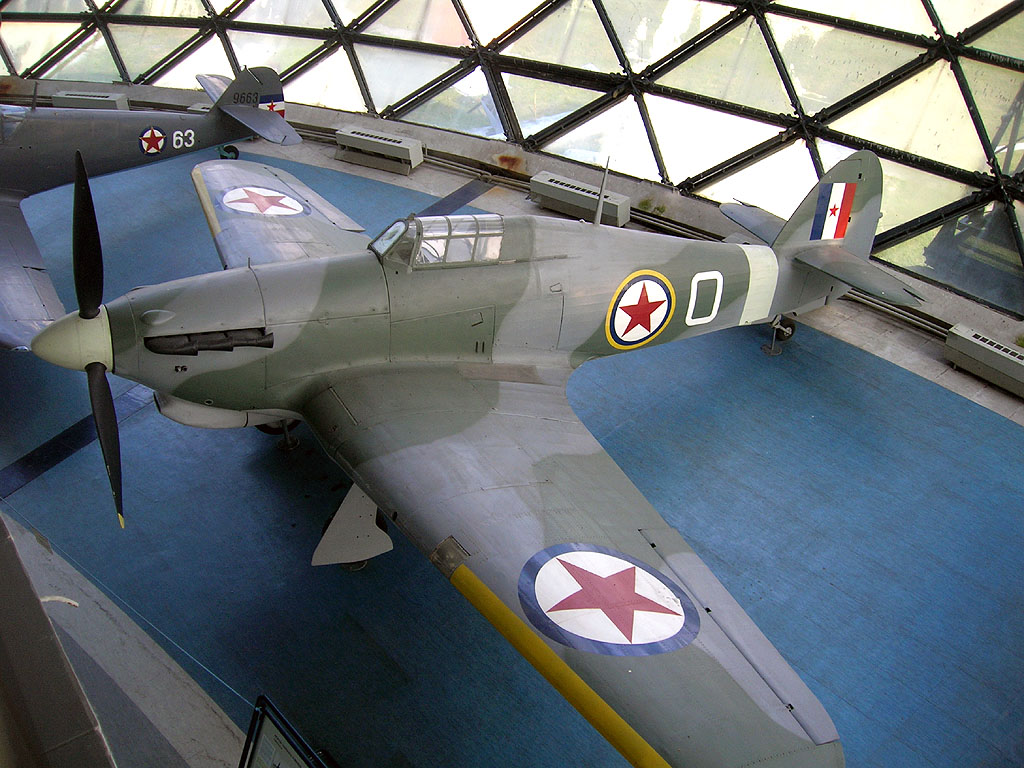
帶有南斯拉夫空軍標誌的颶風MK IVRP，藏於塞爾維亞首都貝爾格萊德的南斯拉夫航空博物館內
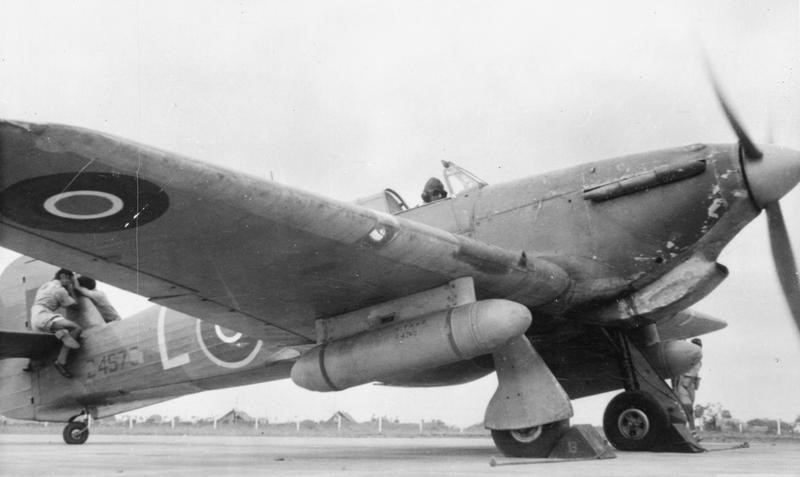
英屬印度空軍的颶風戰鬥機
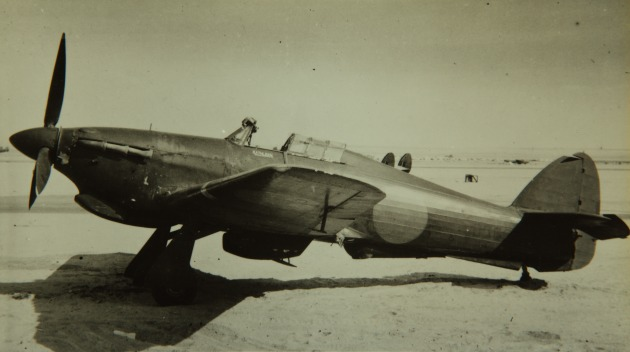
被日軍俘獲的颶風戰鬥機
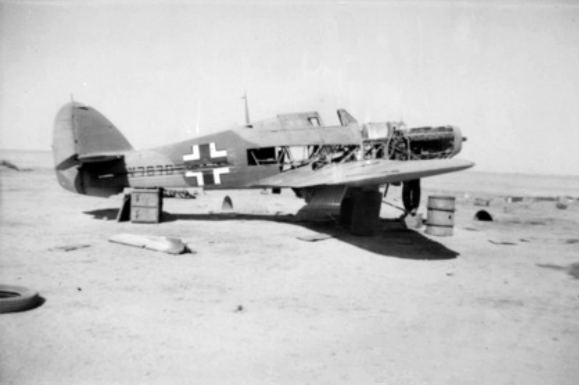
一架於1942年在北非被德軍俘獲的颶風戰鬥機

## 使用國家和地區
- 英国
- 新西兰
- 加拿大
- 苏联
- 芬兰
- 法國
- 南斯拉夫
- 比利时
- 希腊
- 埃及
- 印度
- 愛爾蘭
- 義大利
- 挪威
- 波蘭
- 土耳其
- 南非
- 羅馬尼亞
- 葡萄牙
- 伊朗
- 荷屬印尼
- 日本

## 流行文化

### 電子遊戲
- 《戰爭雷霆》
- 《應徵入伍》

## 外部連結
- 霍克颶風 （页面存档备份，存于）
- 霍克颶風
- 霍克颶風，帝國的守護者 （页面存档备份，存于）
- 現存還能飛行的颶風戰鬥機資料 （页面存档备份，存于）
- 飓风战斗机 （页面存档备份，存于）
- 红色飓风 （页面存档备份，存于）